# تاج پشمی
تاج پشمی (به انگلیسی: Cephalium) سازه‌ای رنگین و پشمی است که بر بالای نوک رویشی برخی از کاکتوس‌ها می‌روید. تاج پشمی بیشتر در کاکتوس‌های کلاه‌ترکی دیده می‌شود و رنگ و شکل آن مختلف است.
رویش تاج پشمی تنها هنگامی رخ می‌دهد که کاکتوس به سن و رشد خاصی رسیده باشد. زمانی که گلدهی آغاز می‌شود غنچه گل‌ها از تاج پشمی شروع به شکل گرفتن می‌کنند.

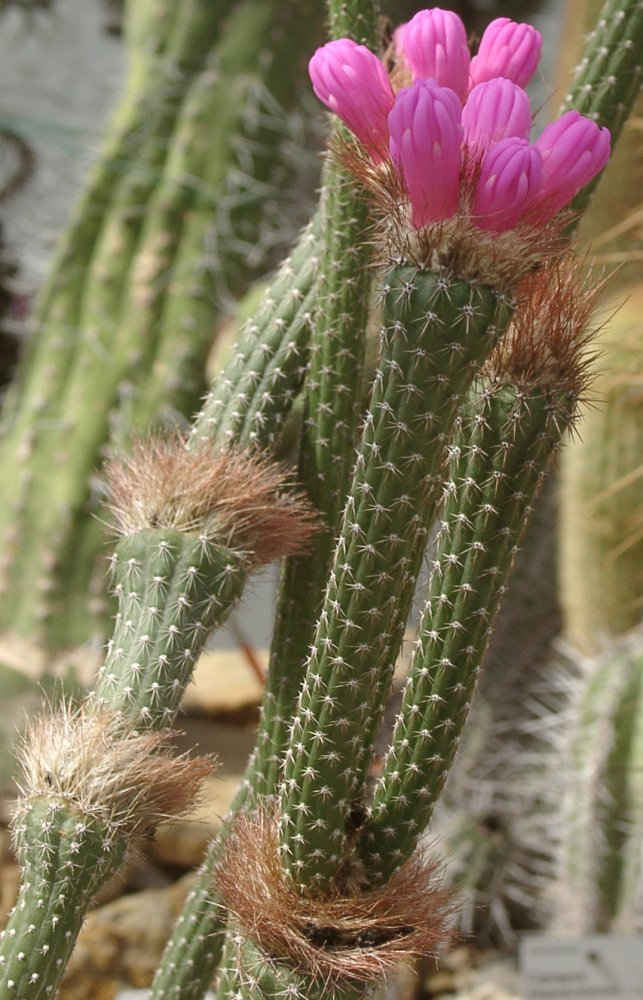
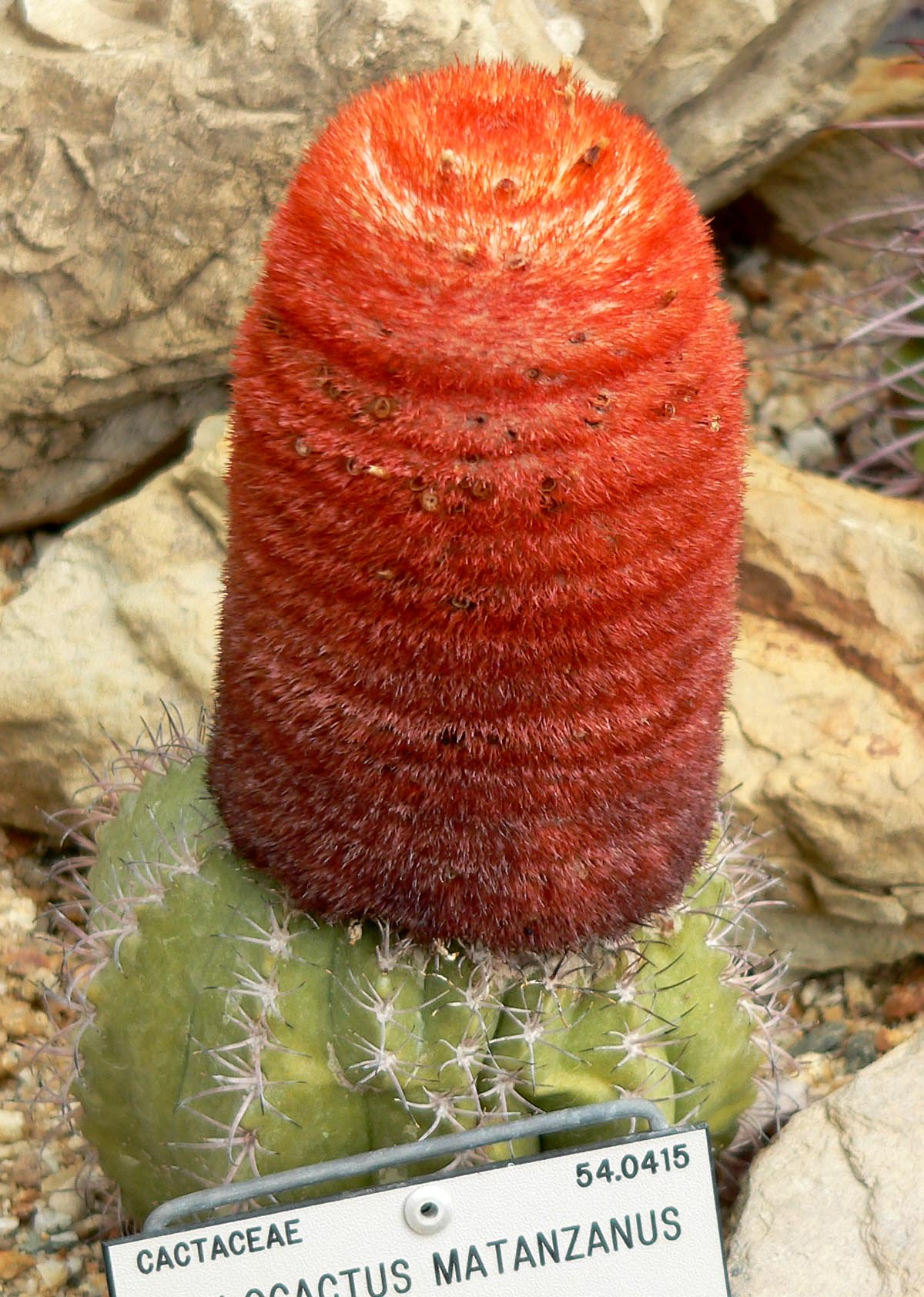
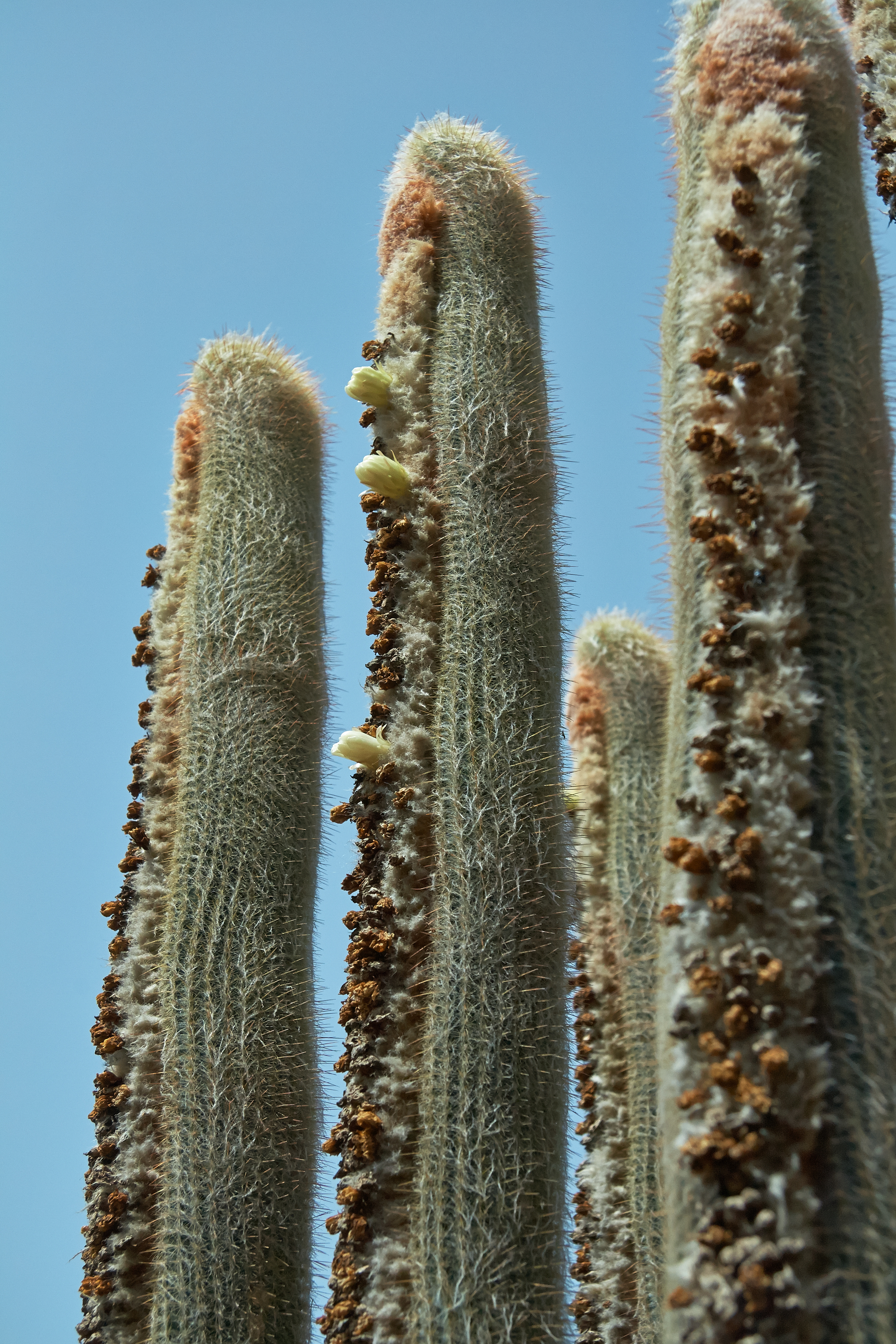